# 学爸
《学爸》，又名《你好，学爸》，是由《捉妖记2》的苏亮自编自导，黄渤、闫妮领衔主演，张钧甯、张子贤、单禹豪主演的中国喜剧剧情长片，为黄渤启动的“HB+U”新导演助力计划中的其中一部作品。该片主要探讨亲子教育，原定于2022年7月8日上映，因疫情延後至2023年8月18日上映。

## 演员阵容
- 黄渤 饰演 雷大力（雷小米的父親）[4]
- 闫妮 饰演 刘真真（單親媽媽）
- 张钧甯 饰演 高亚琳（雷小米的小姨）
- 张子贤 饰演 火哥[4]
- 万茜 饰演 火嫂（特别出演）[2]
- 单禹豪 饰演 雷小米（雷大力的兒子）[4]
- 王迅
- 姚晨
- 吴磊（客串）
- 王子铭[4]
- 杨曼聆[4]

## 制作与发行
2021年4月22日，剧组发布了开机照与概念海报。2022年1月28日，该片于官宣定档7月8日（暑假档）。同年6月30日，该片宣布在经过慎重考虑后决定取消7月8日的放映计划。
8月18日，此劇正式上映，至21日止（上映7日），票房收益突破2億元人民幣。至24日中午止，票房收益突破3億元。後於9月7日發布海報說明，原播映日截止日將延長至10月17日止。且至同日止（上映21日），此電影票房收益已達5.61億元。

## 奬項
| 年份 | 颁奖典礼             | 奖项       | 入圍者 | 结果 |
| ---- | -------------------- | ---------- | ------ | ---- |
| 2023 | 第36屆中國電影金雞獎 | 最佳男主角 | 黃渤   | 提名 |
| 2023 | 第36屆中國電影金雞獎 | 最佳女配角 | 萬茜   | 提名 |

## 备注
1. ↑   中国大陆于8月3日开始举办点映
2. ↑   中国优秀电影展